# Bruno Valdez
Bruno Amílcar Valdez Rojas (ur. 6 października 1992 w Villa Hayes) – paragwajski piłkarz występujący na pozycji środkowego obrońcy w meksykańskim klubie Club América oraz w reprezentacji Paragwaju. Wychowanek Sol de América.
Znalazł się w kadrze na Copa América 2015, Copa América 2016 i Copa América 2019.